# Fat Cat Day
Als Fat Cat Day wird der Tag bezeichnet, an dem Topmanager brutto so viel verdient haben wie durchschnittliche Arbeitnehmer in einem Jahr. Die Bezeichnung stammt aus Großbritannien und wurde von der Denkfabrik High Pay Centre erfunden. Die Vorstände der Unternehmen, die im FTSE 100 Index gelistet sind, erzielten z. B. im Jahr 2016 ein Durchschnittseinkommen von jeweils 3,45 Millionen Pfund (Median). Das war 120 mal so viel wie das Durchschnittseinkommen von Vollzeit-Angestellten (28.758 Pfund). Teilt man die 365 Tage eines Jahres durch 120, ergibt sich, dass Topmanager ca. 3,5 bis 6 Arbeitstage benötigen, um ein durchschnittliches Bruttogehalt zu erhalten.

## Österreich
Laut Kammer für Arbeiter und Angestellte verdienten Vorstandsvorsitzende der im ATX notierten Unternehmen 2016 bereits nach 6 Arbeitstagen das Medianeinkommen von Angestellten. Der Fat-Cat-Day 2016 fand in Österreich also feiertagsbedingt am 8. Jänner statt. Im Jahr 2022 benötigte ein ATX-Vorstand 5 Werktage, um das Median-Jahreseinkommen von österreichischen Angestellten zu verdienen. 2025 fiel der Fat Cat Day wieder auf den 8. Jänner. Basis der Berechnungen ist immer das Durchschnittsbruttogehalt von österreichischen Durchschnittsbeschäftigten, das 2023 bei 38.748 Euro im Jahr lag, das der Spitzenmanager bei 3,1 Mio.

## Deutschland
Auf Basis des durchschnittlichen (statt des medianen) Brutto-Jahreseinkommens in Deutschland berechnete die Welt, dass Vorstände von Dax- und MDax-Konzernen den Fat Cat Day 2018 nach 5, 2020 schon nach 3,5 Arbeitstagen erreichten. Also verdienten sie 2018 bis zum 5. Januar so viel wie durchschnittliche Arbeitnehmer in einem Jahr. Im Jahr 2020 wurde der Fat Cat Day bereits nach weniger als 3,5 Arbeitstagen erreicht.